# Démographie du Togo
Cet article contient des statistiques sur la démographie du Togo.

## Population

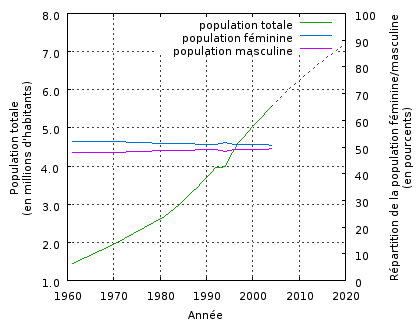
Évolution de la population de 1960 à 2020.

Le Togo compte 8,6 millions d'habitants (CIA, 2020), avec une répartition de 49,3 % d'hommes contre 50,7 % de femmes. Le graphique ci-contre reprend l'évolution de cette population de 1960 à 2004 puis une estimation jusqu'en 2020. Ce pays gagne environ un million d'habitants tous les 10 ans, mais sur la seconde moitié du graphique, le rythme est plutôt d'un million tous les 7 ou 8 ans. Du côté de la répartition, il y a plus de femmes que d'hommes, la balance tendant à s'équilibrer cependant. En 1994, il connait une forte émigration : le 30 janvier, l'armée faisait une descente dans la capitale, Lomé, pour de violentes représailles, à la suite de manifestations pacifiques de la population la semaine précédente. Cet acte a poussé plus de 300 000 habitants à quitter le pays pour le Bénin, le Ghana ou d'autres régions du Togo.

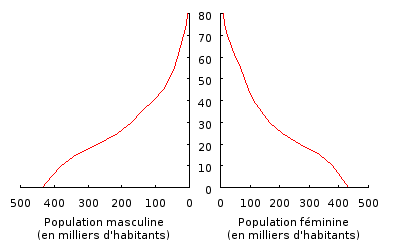
Pyramide des âges pour 2004.

C'est une population jeune, puisque 40 % a moins de 15 ans. Ceci est dû à un fort taux de natalité (34,1 ‰), mais aussi à cause de l'espérance de vie de 64 ans en moyenne. L'âge moyen y est de 19,6 ans (19,4 ans pour les hommes, 19,9 ans pour les femmes).

### Recensements
| Date       | Population | Accroissement démographique annuel (%) | Densité de population (hab./km2) | Population urbaine (%) |
| ---------- | ---------- | -------------------------------------- | -------------------------------- | ---------------------- |
| 11-1-1958  | 1 444 481  |                                        | 25                               | 9,4                    |
| 3-1-1970   | 1 950 646  | 2,7                                    | 34                               | 21,2                   |
| 11-22-1981 | 2 719 567  | 2,9                                    | 48                               | 25,2                   |
| 11-6-2010  | 6 191 155  | 2,9                                    | 109                              | 37,7                   |
| 16-11-2022 | 8 095 498  | 2,3                                    | 143                              | 43                     |

Le cinquième recensement général de la population et de l'habitat (RGPH-5) est lancé en 2020.

## Démographie

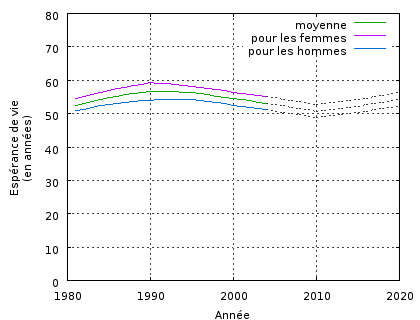
Espérance de vie de 1980 à 2020.

L'espérance de vie au Togo a évolué entre 50 et 60 ans. Elle est en baisse au début des années 1990 jusqu'en 2008 d'après les estimations. Cette baisse est en partie due à l'expansion du virus du SIDA. Elle a depuis remonté à près de 65 ans.

## Répartition sur le territoire
- Densité de population : 132,8 habitants par km2
- Taux d'urbanisation : 40 % (en 2015)

## Indicateurs de santé
- Taux d'incidence du virus du SIDA : 2.4 % (2014)
- Nombre de cas déclarés de VIH : 113 700 personnes (2014)
- Nombre de décès causés par le SIDA : 4 300 personnes (2014)

## Alphabétisation
En 2015, le taux d'alphabétisation chez les plus de 15 ans était de 66,5 % (78,3 % chez les hommes et 55,3 % chez les femmes).

## Origines ethniques
La très grande majorité des habitants du Togo (99 %) est africaine de naissance. Les autres proviennent d'Europe, de Syrie ou du Liban. Les différentes ethnies sont essentiellement réparties entre 37 tribus : Kabyés, Ewes, Minas et Kotokolis ou Tems.
La moitié de la population du Togo est animiste ; l'autre moitié se compose, à parts égales, de chrétiens et de
musulmans.